# 1967 في المغرب
فيما يلي قوائم الأحداث التي وقعت خلال عام 1967 في المغرب.

## سياسة

### تعيين في المنصب
- 7 يوليو – محمد بنهيمة رئيس حكومة المغرب.

### انتهاء فترة المنصب
- 1 يناير – عبد الهادي التازي سفير المغرب لدى العراق.

## مواليد

### يناير
- 1 يناير – الطيب بوعزة كاتب مغربي.
- 1 يناير – إلياس العماري سياسي مغربي.
- 1 يناير – شريفة كيرسيت مغنية مغربية.
- 29 يناير – خالد سكاح[1]

### مارس
- 14 مارس – فوزي بنسعيدي[2]
- 24 مارس – مونية بوستة سياسية مغربية.
- 25 مارس – عبد الله العشيري حكم مغربي.

### أغسطس
- 1 أغسطس – سماحي تريكي لاعب كرة قدم مغربي.[3]
- 12 أغسطس – العربي حبابي لاعب كرة قدم مغربي.[4]
- 15 أغسطس – إبراهيم بوالطيب[5]
- 19 أغسطس – عبد الله بيدان لاعب كرة قدم مغربي.[6]

### سبتمبر
- 12 سبتمبر – رقية مروي منافِسة أوليمبية فرنسية.[7]
- 29 سبتمبر – عبد الوافي لفتيت

### أكتوبر
- 1 أكتوبر – إدريس الكنبوري باحث أكاديمي ومحلل سياسي مغربي.
- 30 أكتوبر – عبدالكريم المجاطي

### نوفمبر
- 19 نوفمبر – حسناء أميرة المغرب متسابقة يخت مغربية.

## وفيات

### أغسطس
- 17 أغسطس – أحمد الشرقاوي (مواليد 1934) رسام مغربي.[8]